# Zachobiella marmorata
Zachobiella marmorata är en insektsart som beskrevs av Navás 1926. Zachobiella marmorata ingår i släktet Zachobiella och familjen florsländor. Inga underarter finns listade i Catalogue of Life.